# Municipio de Campbell (condado de Douglas)
El municipio de Campbell (en inglés: Campbell Township) es un municipio ubicado en el condado de Douglas en el estado estadounidense de Misuri. En el año 2010 tenía una población de 468 habitantes y una densidad poblacional de 5,01 personas por km².

## Geografía
El municipio de Campbell se encuentra ubicado en las coordenadas 36°51′21″N 92°47′31″O / 36.85583, -92.79194. Según la Oficina del Censo de los Estados Unidos, el municipio tiene una superficie total de 93.43 km², de la cual 93,23 km² corresponden a tierra firme y (0,22 %) 0,2 km² es agua.

## Demografía
Según el censo de 2010, había 468 personas residiendo en el municipio de Campbell. La densidad de población era de 5,01 hab./km². De los 468 habitantes, el municipio de Campbell estaba compuesto por el 97,44 % blancos, el 0,64 % eran amerindios, el 0,21 % eran asiáticos, el 0,43 % eran de otras razas y el 1,28 % eran de una mezcla de razas. Del total de la población el 0,85 % eran hispanos o latinos de cualquier raza.